# Clayton (Ohio)
Clayton és una població dels Estats Units a l'estat d'Ohio. Segons el cens del 2000 tenia 13.347 habitants.

## Demografia
Segons el cens del 2000, Clayton tenia 13.347 habitants, 4.975 habitatges, i 3.850 famílies. La densitat de població era de 279,5 habitants per km².
Dels 4.975 habitatges en un 35,7% hi vivien nens de menys de 18 anys, en un 65,4% hi vivien parelles casades, en un 8,6% dones solteres, i en un 22,6% no eren unitats familiars. En el 19,2% dels habitatges hi vivien persones soles el 6,5% de les quals corresponia a persones de 65 anys o més que vivien soles. El nombre mitjà de persones vivint en cada habitatge era de 2,66 i el nombre mitjà de persones que vivien en cada família era de 3,05.
Per edats la població es repartia de la següent manera: un 26,9% tenia menys de 18 anys, un 6,7% entre 18 i 24, un 27,2% entre 25 i 44, un 28% de 45 a 60 i un 11,2% 65 anys o més.
L'edat mediana era de 39 anys. Per cada 100 dones de 18 o més anys hi havia 94,7 homes.
La renda mediana per habitatge era de 60.625 $ i la renda mediana per família de 67.250 $. Els homes tenien una renda mediana de 45.569 $ mentre que les dones 29.261 $. La renda per capita de la població era de 26.569 $. Aproximadament el 3,3% de les famílies i el 4,4% de la població estaven per davall del llindar de pobresa.

## Poblacions properes
El següent diagrama mostra les poblacions més properes.